# NGC 4614
NGC 4614 is een balkspiraalstelsel in het sterrenbeeld Hoofdhaar. Het hemelobject werd op 9 mei 1864 ontdekt door de Duits-Deense astronoom Heinrich Louis d'Arrest.

## Synoniemen
- UGC 7851
- MCG 4-30-12
- ZWG 129.15
- WAS 60
- KCPG 348A
- PGC 42573